# Andrenosoma punctata
Andrenosoma punctata är en tvåvingeart som beskrevs av Stanley Willard Bromley 1934. Andrenosoma punctata ingår i släktet Andrenosoma och familjen rovflugor. Inga underarter finns listade i Catalogue of Life.